# Justin Ahomadégbé-Tomêtin
Justin Ahomadégbé-Tomêtin (Abomey, Dahomey, 16 de enero de 1917-8 de marzo de 2002) fue un político beninés. Descendiente directo de los reyes de Abomey. Asistió a la Escuela William Ponty y estudió Medicina en la Universidad de Dakar.
Sirvió corto tiempo en el ejército francés, alcanzando el rango de sargento. En 1960, cuando Dahomey obtuvo su independencia, Ahomedegbe-Tometin dirigió a los sindicalistas en protestas y manifestaciones como líder de la oposición de Hubert Maga.
Elegido primer ministro en 1964, bajo la administración de Sorou-Migan Apithy, mantuvo el cargo hasta 1965. Opositor al coronel Christopher Soglo, dirigió al movimiento campesino y obrero contra el gobierno de facto.
Participó en las elecciones de 1970, donde resultó segundo, pero al ser poco claras y no ser reconocidos los resultados del triunfo de Maga por Paul Émile de Souza, se llegó a un acuerdo nacional formando un triunvirato entre los tres candidatos, donde se turnarían 2 años cada uno la presidencia, iniciando Maga, quien en 1972 entregó el mando a Ahomedegbe-Tometin. Derrocado ese mismo año por el general Mathieu Kérékou, quien lo puso en prisión, fue liberado en 1991, siendo elegido miembro al Parlamento por la Coalición Nacional para la Democracia, partido que lideró hasta su muerte, el 8 de marzo de 2002.
| Predecesor: Hubert Maga | Presidente de Benín 1972 | Sucesor: Mathieu Kérékou |

- Datos: Q438852
- Multimedia: Justin Ahomadégbé-Tomêtin / Q438852